# 3357 Толстиков
3357 Толстиков (3357 Tolstikov) — астероїд головного поясу, відкритий 21 березня 1984 року.
Тіссеранів параметр щодо Юпітера — 3,215.

### Основні відомості
- Відкриття: Астероїд був відкритий 21 березня 1984 року чеським астрономом Антоніном Мркосом в обсерваторії Клеть у Чехії.
- Назва: Його назвали на честь Євгена Івановича Толстикова, радянського метеоролога та полярника, який був керівником третьої антарктичної експедиції.
- Орбіта: 3357 Толстиков обертається навколо Сонця в головному поясі астероїдів між орбітами Марса і Юпітера. Його орбітальний період становить приблизно 5,26 року.
- Розмір: Діаметр астероїда оцінюється приблизно в 15,3 км.

### Орбітальні параметри
- Велика піввісь: 3,026 а.о. (астрономічні одиниці).
- Ексцентриситет: 0,053.
- Нахил орбіти: 11,25°.
- Період обертання: 5,26 року.
- Період обертання навколо власної осі: 3,17 годи